# Castianeira cecchii
Castianeira cecchii là một loài nhện trong họ Corinnidae.
Loài này thuộc chi Castianeira. Castianeira cecchii được miêu tả năm 1883 bởi Pavesi.